# 泛非主义

泛非三色旗

泛非主义是非洲的民族主义思潮，呼吁非洲政治上的联合。其促成了泛非运动的广泛发展，代表旗幟是红黑绿泛非顏色三色旗。

## 历史
1919年2月，W·E·B·杜波依斯与塞内加尔布莱兹·迪亚涅共同主持了第一届泛非大会，会议在法国巴黎举行。1921年8-9月，第二届泛非大会先后在伦敦、布鲁塞尔和巴黎三地举行。第五届泛非大会于1945年10月在英国曼彻斯特举办。1974年6月，第六届泛非大会在达累斯萨拉姆举行。

## 影响
泛非思想影响了1963年非洲统一组织的成立（后来被非洲联盟取代）。非洲联盟委员会设在埃塞俄比亚首都亚的斯亚贝巴，泛非议会设在南非约翰内斯堡的米德兰。
泛非洲目标的实现将导致“非洲权力的巩固”，这“将迫使全球资源重新分配，并释放出更激烈的心理能量和政治主张……这将扰乱美洲的社会和政治（权力）结构”。
泛非主义的倡导者，即“泛非主义者”或“泛非主义者”，通常拥护社会主义原则，并倾向于反对外部政治和经济介入非洲大陆。批评者指责这种意识形态使非洲裔人的经历趋于同质化。他们还指出，调解非洲大陆各国和散居社区内部的当前分歧十分困难。

## 泛非主义政党
- 全非人民革命党
- 法屬蘇丹非洲民主联盟
- 南非阿扎尼亚泛非主义者大会
- 南非非洲人國民大會

## 评价
批评者认为泛非主义忽视了非洲各国间不同文化的差异。

## 主要代表人物
- 爱德华·威尔莫特·布莱登，被称作泛非主义之父。
- 杜波依斯
- 马库斯·加维
- 夸梅·恩克鲁玛，加纳首任总统。
- 卡扎菲，前利比亚领导人。
- 法蘭索瓦·杜瓦里埃

## 相關理念
- 非洲合眾國
- 非洲聯盟
- 桑卡拉主义